# Cmentarz wojenny nr 222 – Brzostek
Cmentarz wojenny nr 222 w Brzostku, właściwie grób masowy nr 222 (niem. Massengrab Nr. 222) – cmentarz wojenny z I wojny światowej, należący do grupy zachodniogalicyjskich cmentarzy wojennych. Jedno z miejsc pochówku poległych podczas walk pod Brzostkiem z 7 maja 1915 r.
Ma formę ziemnej mogiły zbiorowej, otoczonej ogrodzeniem z betonowym krzyżem. Został zaprojektowany przez Gustava Rossmanna. Pochowano tu 44 lub 46 żołnierzy austro-węgierskich.

## Historia
Okoliczne cmentarze wojenne były tworzone w latach 1916–1917 dla poległych w czasie I wojny światowej żołnierzy. Budował je Oddział Grobów Wojennych w Krakowie, do prac zatrudniano jeńców wojennych, których nadzorowało wojsko austriackie. Brzostek znajdował się w V Okręgu „Pilzno”, obejmującym cały powiat pilzneński. Kierownictwo artystyczne powierzono tu Gustavowi Rossmannowi.
W dwudziestoleciu międzywojennym cmentarzami opiekował się Referat Grobownictwa Wojskowego Okręgowej Dyrekcji Robót Publicznych w Krakowie. Po II wojnie światowej większość z nich, pozbawiona opieki, została zdewastowana przez ludność, której niemieckie napisy kojarzyły się z okupacją hitlerowską. W 1988 r. cmentarz nr 222 na Równiach został określony przez wypełniającego kartę ewidencyjną jako zaniedbany i częściowo zniszczony. W 1991 r. wyremontowała go rodzina Serwińskich, Zofia i Józef oraz ich dzieci, z pomocą sąsiada, Marka Dziedzica. Koszty materiałów Serwińscy pokryli z własnych oszczędności. Za opiekę nad cmentarzami nr 220 i 222 Serwińscy zostali odznaczeni przez Austriacki Czarny Krzyż.
Zabytkiem zarządza Urząd Gminy Brzostek.

## Pochowani
Wbrew informacji z tablicy inskrypcyjnej, która podaje 46 pochowanych, na cmentarzu wg źródeł spoczywa 44 żołnierzy austro-węgierskich, z czego 38 zidentyfikowano. Pochodzili oni głównie z 21, 36 i 59 pułku piechoty. Zgodnie ze spisem poległych niemal wszyscy mają nazwiska czeskie lub słowackie. Byli to rezerwiści zmobilizowani w III rzucie mobilizacyjnym, którzy zginęli w czasie walk pod Brzostkiem, 7 maja 1915 r.
| Armia            | Stopień wojskowy                       | Imię                                   | Nazwisko                               | Jednostka                              | Data śmierci |
| ---------------- | -------------------------------------- | -------------------------------------- | -------------------------------------- | -------------------------------------- | ------------ |
| austro-węgierska | Lst.                                   | Kugert (Kunibert)                      | Altenberger                            | I.R. 59                                | 7.05.1915    |
| austro-węgierska | Lst.                                   | Franz                                  | Benes                                  | I.R. 36                                | 7.05.1915    |
| austro-węgierska | Res. Inf.                              | Franz                                  | Bleha                                  | I.R. 21                                | 7.05.1915    |
| austro-węgierska | Res. Inf.                              | Josef                                  | Breitlmayer                            | I.R. 59                                | 7.05.1915    |
| austro-węgierska | Lst.                                   | Franz                                  | Čech                                   | I.R. 21                                | 7.05.1915    |
| austro-węgierska | Lst.                                   | Franz                                  | Čermak                                 | I.R. 21                                | 7.05.1915    |
| austro-węgierska | Inf.                                   | Anton                                  | Dlabač                                 | I.R. 36                                | 7.05.1915    |
| austro-węgierska | Zgsf.                                  | Max                                    | Feichtinger                            | I.R. 59                                | 7.05.1915    |
| austro-węgierska | Lst.                                   | Josef                                  | Horak                                  | I.R. 21                                | 7.05.1915    |
| austro-węgierska | Lst.                                   | Franz                                  | Jokl                                   | I.R. 21                                | 7.05.1915    |
| austro-węgierska | Lst.                                   | Franz                                  | Junek                                  | I.R. 21                                | 7.05.1915    |
| austro-węgierska | Res. Inf.                              | Franz                                  | Kalvoda                                | I.R. 21                                | 7.05.1915    |
| austro-węgierska | Lst.                                   | Anton                                  | Kapek                                  | I.R. 21                                | 7.05.1915    |
| austro-węgierska | Res. Inf.                              | Michael                                | Kościs (Kościc)                        | I.R. 36                                | 7.05.1915    |
| austro-węgierska | Res. Inf.                              | Vinzenz                                | Machurka                               | I.R. 21                                | 7.05.1915    |
| austro-węgierska | Lst.                                   | Anton                                  | Piskač                                 | I.R. 21                                | 7.05.1915    |
| austro-węgierska | Lst.                                   | Michael                                | Priesinger                             | I.R. 59                                | 7.05.1915    |
| austro-węgierska | Lst.                                   | Rudolf                                 | Sidlak                                 | I.R. 21                                | 7.05.1915    |
| austro-węgierska | Lst.                                   | Franz                                  | Sodomka                                | I.R. 21                                | 7.05.1915    |
| austro-węgierska | Lst.                                   | Mattahaus                              | Spiessberger                           | I.R. 59                                | 7.05.1915    |
| austro-węgierska | Lst.                                   | Josef                                  | Stadler                                | I.R. 59                                | 7.05.1915    |
| austro-węgierska | Lst.                                   | Josef                                  | Sturma                                 | I.R. 21                                | 7.05.1915    |
| austro-węgierska | Lst.                                   | Peter                                  | Suelzen (Suezel)                       | I.R. 36                                | 7.05.1915    |
| austro-węgierska | Lst.                                   | Vinzenz                                | Svoboda                                | I.R. 21                                | 7.05.1915    |
| austro-węgierska | Lst.                                   | Alois                                  | Swoboda                                | I.R. 36                                | 7.05.1915    |
| austro-węgierska | Lst.                                   | Emanuel                                | Škoudlin                               | I.R. 21                                | 7.05.1915    |
| austro-węgierska | Kplo.                                  | Wenzel                                 | Špaček                                 | I.R. 21                                | 7.05.1915    |
| austro-węgierska | Lst.                                   | Johann                                 | Török                                  | I.R. 21                                | 7.05.1915    |
| austro-węgierska | Lst.                                   | Benedikt                               | Trausinger                             | I.R. 59                                | 7.05.1915    |
| austro-węgierska | Lst.                                   | Eduard                                 | Truhlář                                | I.R. 59                                | 7.05.1915    |
| austro-węgierska | Lst.                                   | Franz                                  | Vana                                   | I.R. 21                                | 7.05.1915    |
| austro-węgierska | Lst.                                   | Josef                                  | Vasek                                  | I.R. 21                                | 7.05.1915    |
| austro-węgierska | Lst.                                   | Franz                                  | Vaukat                                 | I.R. 21                                | 7.05.1915    |
| austro-węgierska | E. F. Fldw.                            | Eduard                                 | Vrba                                   | I.R. 21                                | 7.05.1915    |
| austro-węgierska | Lst.                                   | Franz                                  | Walkner                                | I.R. 59                                | 7.05.1915    |
| austro-węgierska | Lst.                                   | Franz                                  | Zarybnicky                             |                                        | 7.05.1915    |
| austro-węgierska | Lst.                                   | Josef                                  | Zehner                                 | I.R. 59                                | 7.05.1915    |
| austro-węgierska | Lst.                                   | Anton                                  | Zelený                                 | I.R. 21                                | 7.05.1915    |
| austro-węgierska | sześciu niezidentyfikowanych żołnierzy | sześciu niezidentyfikowanych żołnierzy | sześciu niezidentyfikowanych żołnierzy | sześciu niezidentyfikowanych żołnierzy | 05.1915      |

## Opis
Cmentarz zlokalizowany jest przy ul. Równie w Brzostku, ok. 150 m od skrzyżowania z ul. 20 Czerwca i ok. 500 m od skrzyżowania z drogą krajową nr 73. Znajduje się ok. 1 km na południowy wschód od Rynku i miejscowego kościoła parafialnego.
Jest to duża, prosta, ziemna mogiła zbiorowa na rzucie prostokąta, o powierzchni 72 m². Została otoczona ogrodzeniem z niskich betonowych słupków na betonowej podmurówce, połączonych pojedynczymi, okrągłymi stalowymi rurami. Od strony ul. Równie wkomponowano w ogrodzenie betonowy krzyż łaciński ze stylizowaną koroną cierniową. Na jego wysokim cokole umieszczono tablicę z inskrypcją w języku niemieckim: „3146 ÖSTERR. UNG. / KRIEGER / GEFALLEN BEI BRZOSTEK IM MAI 1915.”. Po przetłumaczeniu: „46 AUSTRO. WĘG. / ŻOŁNIERZY / POLEGŁYCH KOŁO BRZOSTKU W MAJU 1915.”. W centralnej części zachowały się niewielkie betonowe stele, na których kiedyś mogły się znajdować żeliwne tablice z nazwiskami zidentyfikowanych pochowanych żołnierzy. Za projekt cmentarza odpowiadał Gustav Rossmann, jest to typowy przykład jego twórczości.
Do końca XX w. mogiła była porośnięta egzotycznymi krzewami, które zasadzili budowniczy.

## Galeria

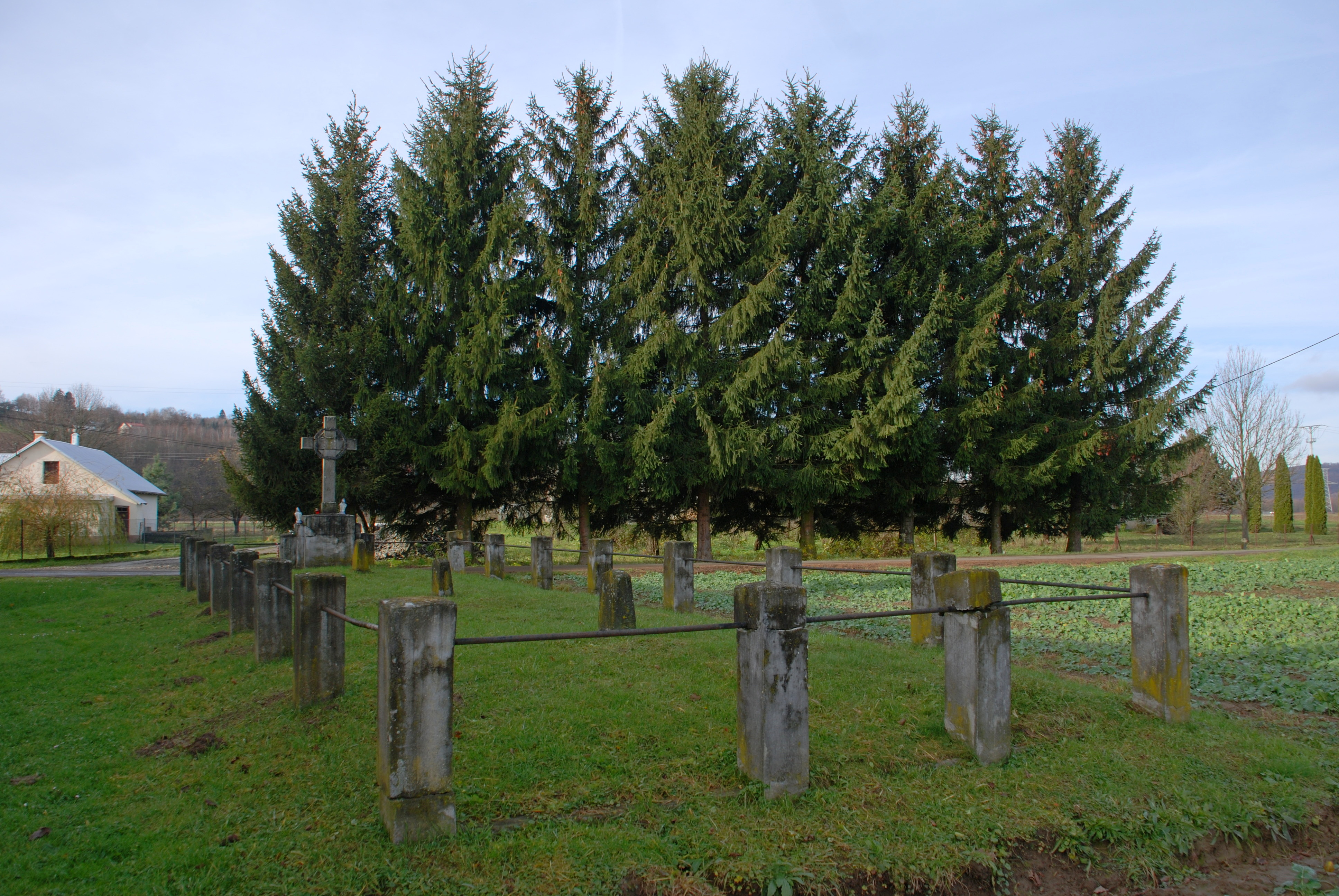
Widok na tył cmentarza
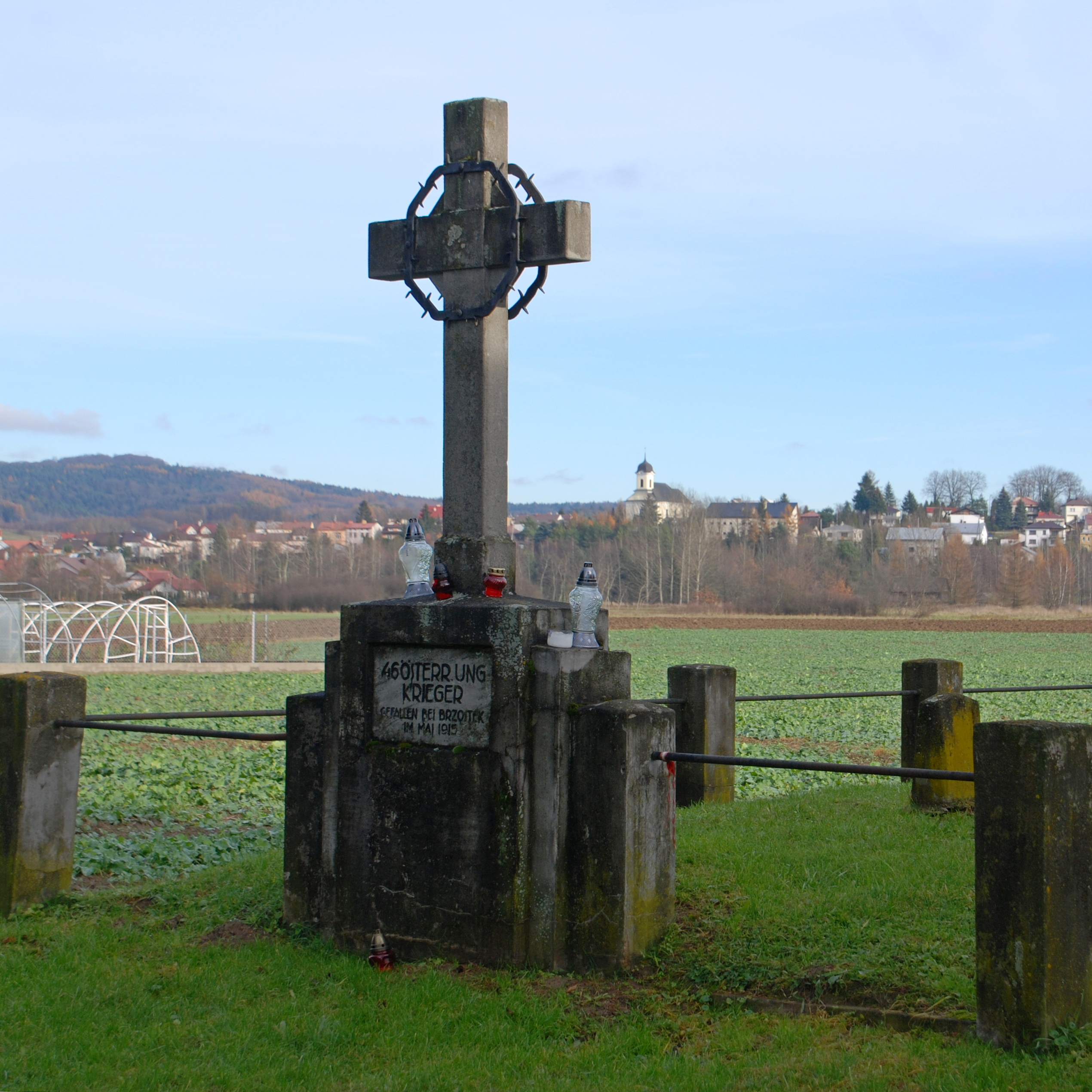
Krzyż z cokołem
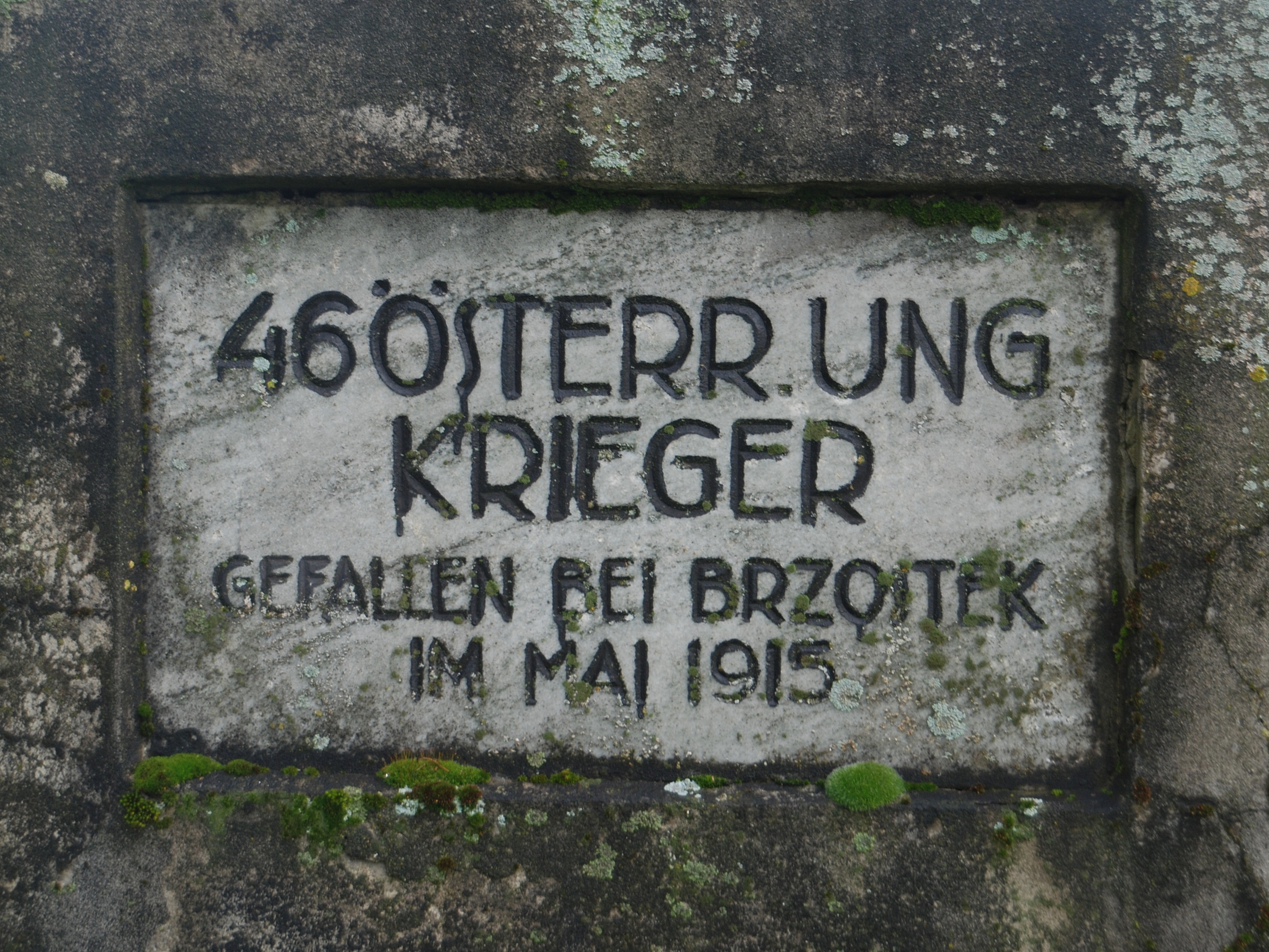
Tablica inskrypcyjna